# 大谷海岸駅
大谷海岸駅（おおやかいがんえき）は、宮城県気仙沼市本吉町三島にある、東日本旅客鉄道（JR東日本）気仙沼線BRT（バス高速輸送システム）のバス停留所である。元々は同社の気仙沼線の鉄道駅であった。
鉄道駅の頃から道の駅大谷海岸と併設しており、日本一海水浴場に近い駅としても知られていた。

## 歴史
- 1957年（昭和32年）2月11日：日本国有鉄道（国鉄）気仙沼線の大谷駅（おおやえき）として開業[2]。
- 1962年（昭和37年）2月1日：貨物取扱を廃止[2]。
- 1972年（昭和47年）2月1日：荷物扱いを廃止[3]。無人化[4]。
- 1980年（昭和55年）3月3日：火災により駅舎が半焼[新聞 2]。
- 1987年（昭和62年）4月1日：国鉄分割民営化により、JR東日本の駅となる[2]。
- 1995年（平成7年）12月9日：合築駅舎である「はまなすステーション」が完成し、供用開始[新聞 3][新聞 4]。
- 1996年（平成8年）4月：「はまなすステーション」が道の駅に登録される[新聞 5]。
- 1997年（平成9年）3月22日：大谷海岸駅に改称[新聞 1]。
- 2011年（平成23年）3月11日：東日本大震災で発生した津波により駅舎（道の駅に併設）は一部損傷。近くの砂浜が地盤沈下を起こして海が直近にまで近づき、危険になったことから同じ場所で営業再開するのは難しいと見られていた[注 1][新聞 6]。
- 2012年（平成24年）8月20日：BRTで仮復旧[報道 1]。駅は国道上に移設。
- 2019年（令和元年）7月18日：防潮堤工事に伴い、駅を移設[報道 2]。
- 2020年（令和2年）4月1日：柳津駅 - 気仙沼駅間の鉄道事業廃止により、鉄道駅としては廃駅となる[報道 3][報道 4]。
- 2021年（令和3年）3月28日：道の駅大谷海岸のリニューアルオープン（本開業）に合わせて道の駅敷地内に移設[5][報道 5]。

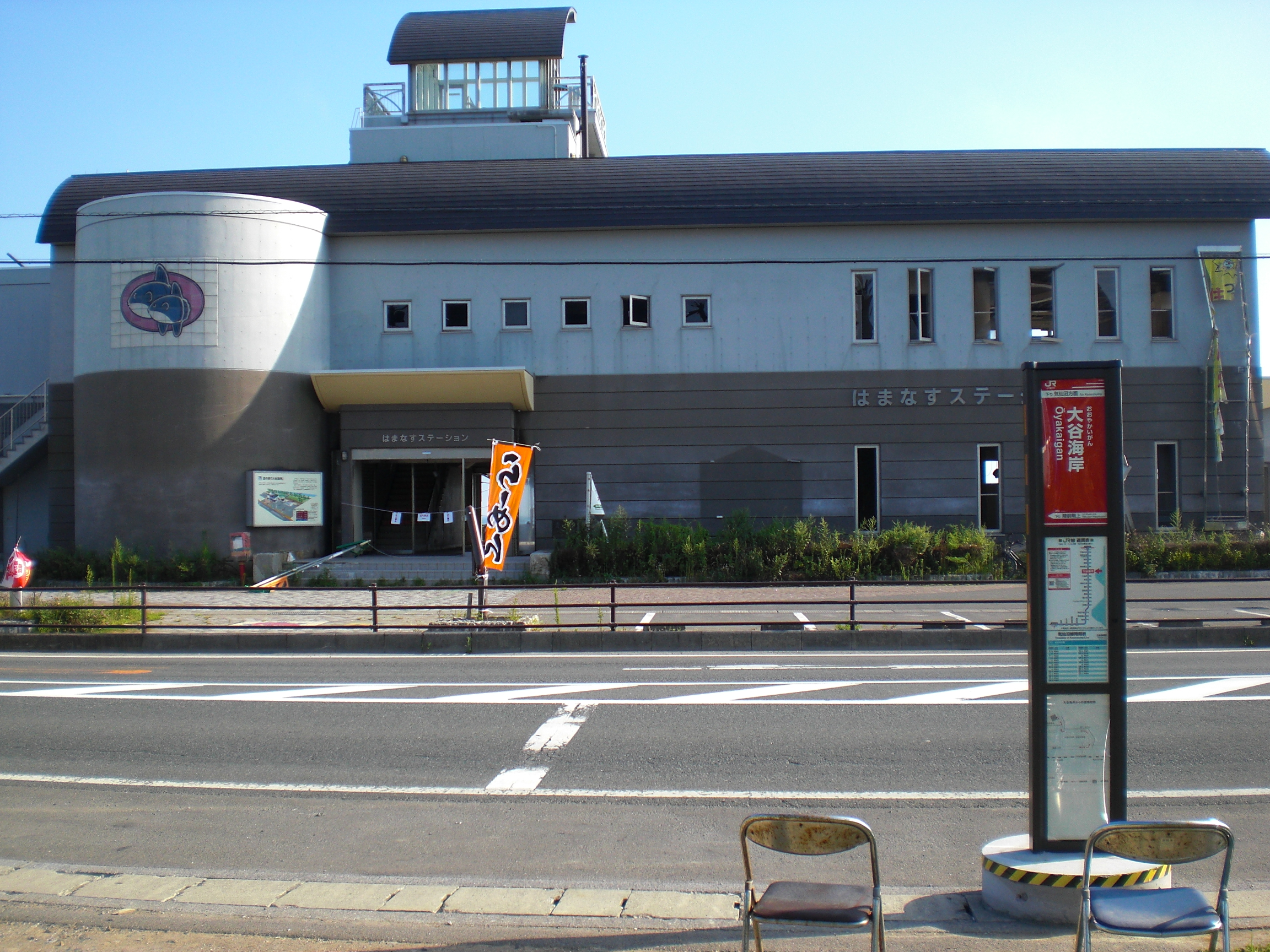
BRT開業当初ののりば（2012年8月）
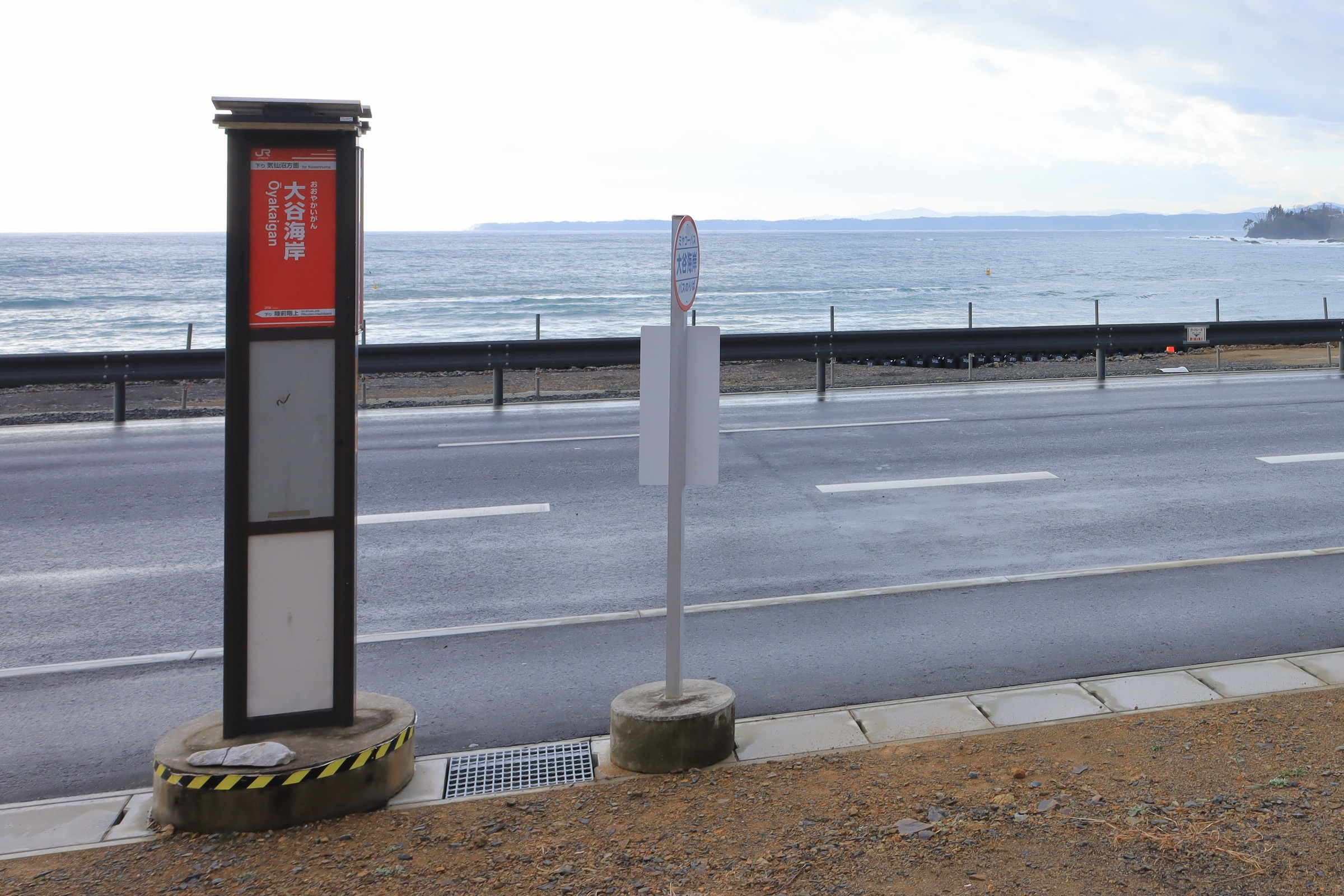
国道45号上に設置されていた時代ののりば（2019年12月）

## 駅構造
道の駅大谷海岸に乗降場が設けられており、上り（志津川・柳津・前谷地方面）用と下り（気仙沼方面）用が前後に直列に設置されている。
ミヤコーバスの高速バス・路線バスが共用しており、同様に行き先に応じて乗降場を使い分ける。
バス乗降場に面して待合室が設けられ、バスロケーションシステムのモニターが設置されている。
道の駅のリニューアルオープンまでは、国道45号上に乗降場が設けられていた。

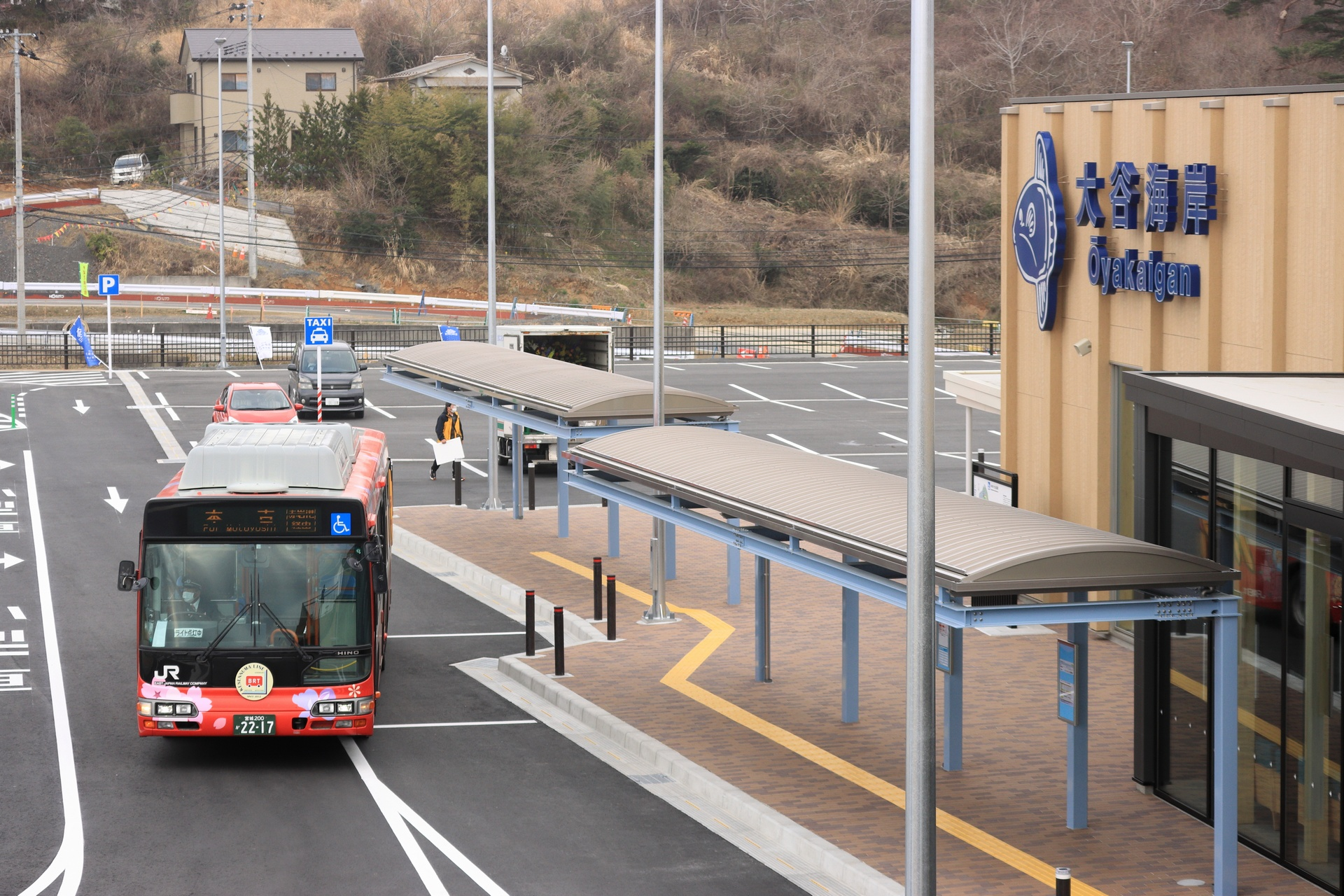
現行ののりば（2021年3月）
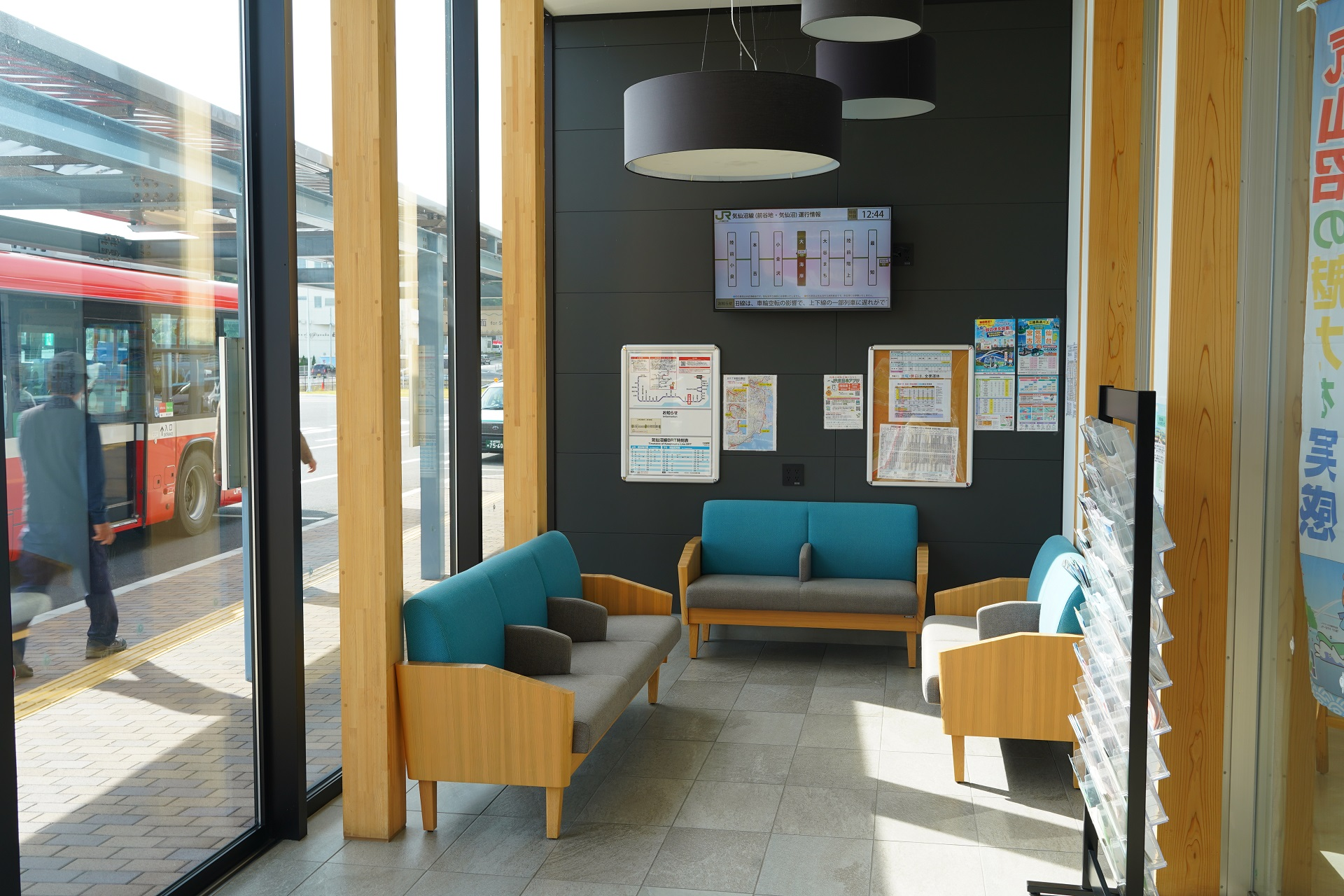
待合室（2022年10月）

### 旧鉄道駅
震災発生前は単式ホーム1面1線を有する地上駅で、気仙沼駅管理の無人駅であった。
現在、駅があった場所は防潮堤および砂浜の用地となっている。

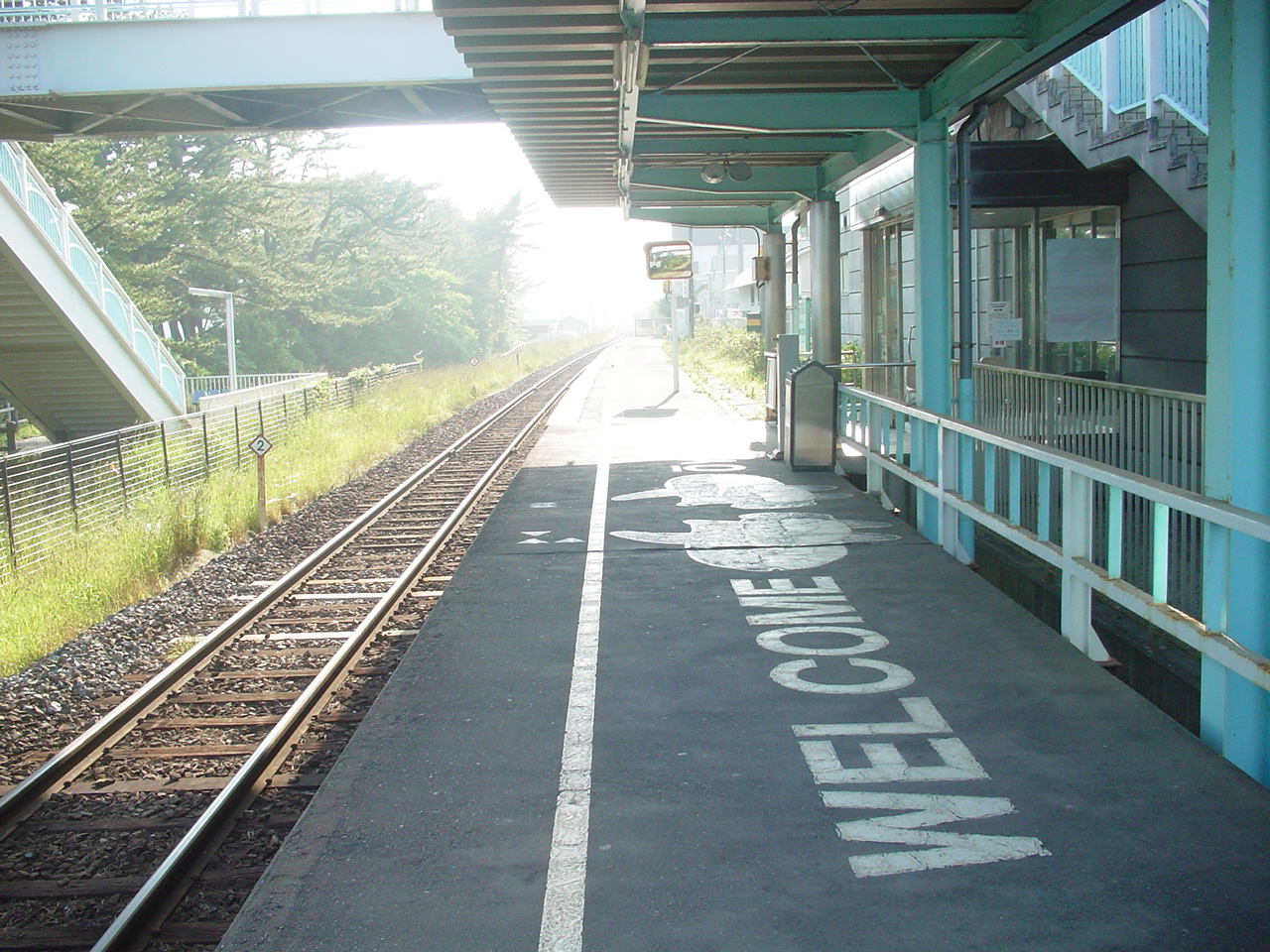
鉄道時代のホーム
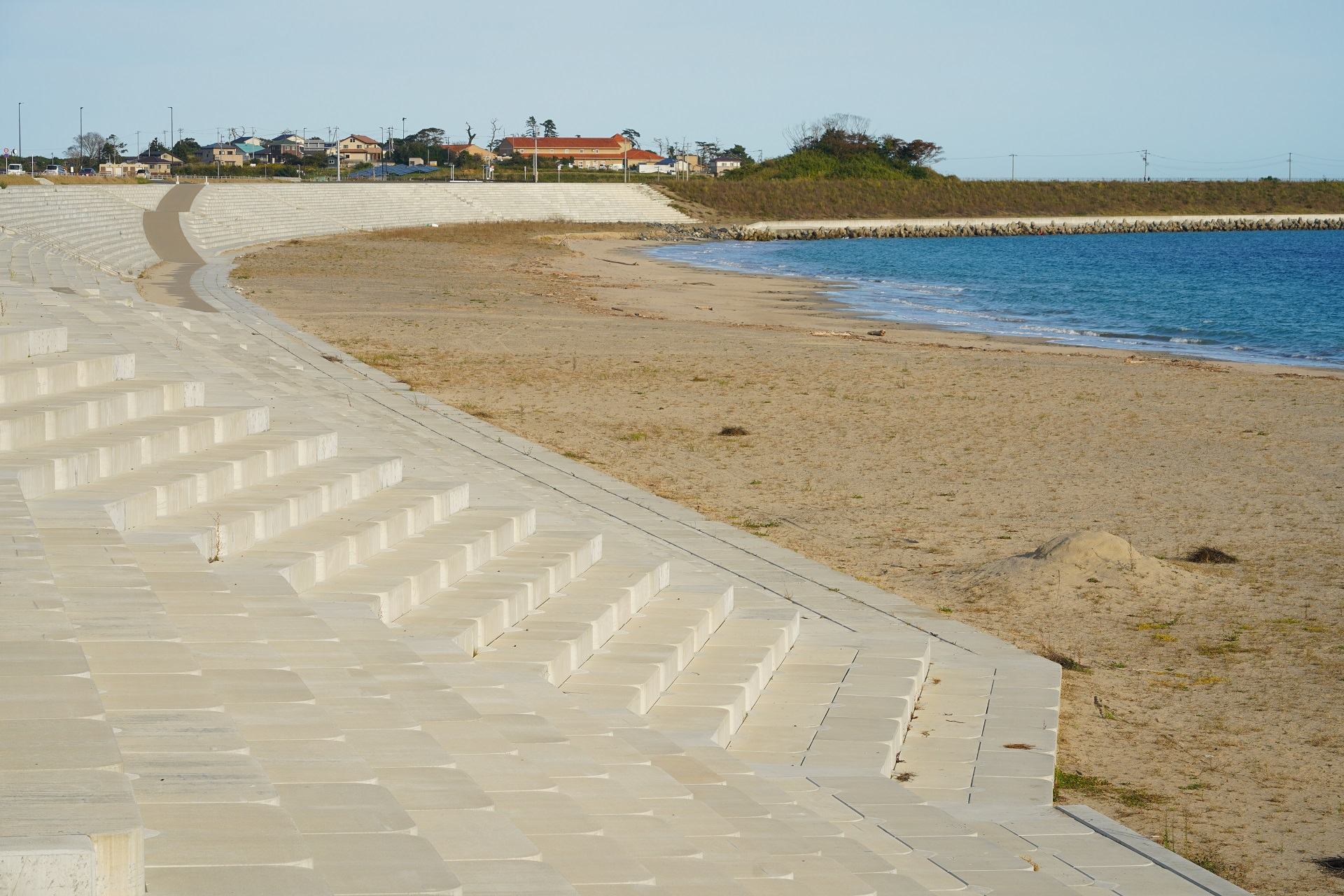
鉄道駅があった場所に整備された防潮堤と砂浜（2022年10月）

## 利用状況
JR東日本によると、2023年度（令和5年度）の1日平均乗車人員は27人である。
2013年度（平成25年度）以降の推移は以下のとおりである。
| 乗車人員推移       | 乗車人員推移     | 乗車人員推移    |
| 年度               | 1日平均 乗車人員 | 出典            |
| ------------------ | ---------------- | --------------- |
| 2013年（平成25年） | 40               | [ 利用客数 2 ]  |
| 2014年（平成26年） | 41               | [ 利用客数 3 ]  |
| 2015年（平成27年） | 40               | [ 利用客数 4 ]  |
| 2016年（平成28年） | 41               | [ 利用客数 5 ]  |
| 2017年（平成29年） | 40               | [ 利用客数 6 ]  |
| 2018年（平成30年） | 45               | [ 利用客数 7 ]  |
| 2019年（令和元年） | 48               | [ 利用客数 8 ]  |
| 2020年（令和02年） | 34               | [ 利用客数 9 ]  |
| 2021年（令和03年） | 30               | [ 利用客数 10 ] |
| 2022年（令和04年） | 25               | [ 利用客数 11 ] |
| 2023年（令和05年） | 27               | [ 利用客数 1 ]  |

## 駅周辺
- 道の駅大谷海岸 - 復旧整備事業にJRは約5000万円の負担金を拠出している[6]。
- 大谷海水浴場 - 震災後閉鎖されていたが、2021年より海開きが再開された[新聞 7]。
- 国道45号
- 三陸沿岸道路 大谷海岸インターチェンジ
- JFみやぎ大谷本吉支所
- 気仙沼市大谷公民館
- 気仙沼市立大谷小学校
- 気仙沼市立大谷中学校

## 隣の停留所
東日本旅客鉄道（JR東日本）
■気仙沼線BRT
小金沢駅 - 大谷海岸駅 - 大谷まち駅

### かつて存在した鉄道路線
東日本旅客鉄道（JR東日本）
■気仙沼線
小金沢駅 - 大谷海岸駅 - 陸前階上駅

### 記事本文